# Famille Potocki

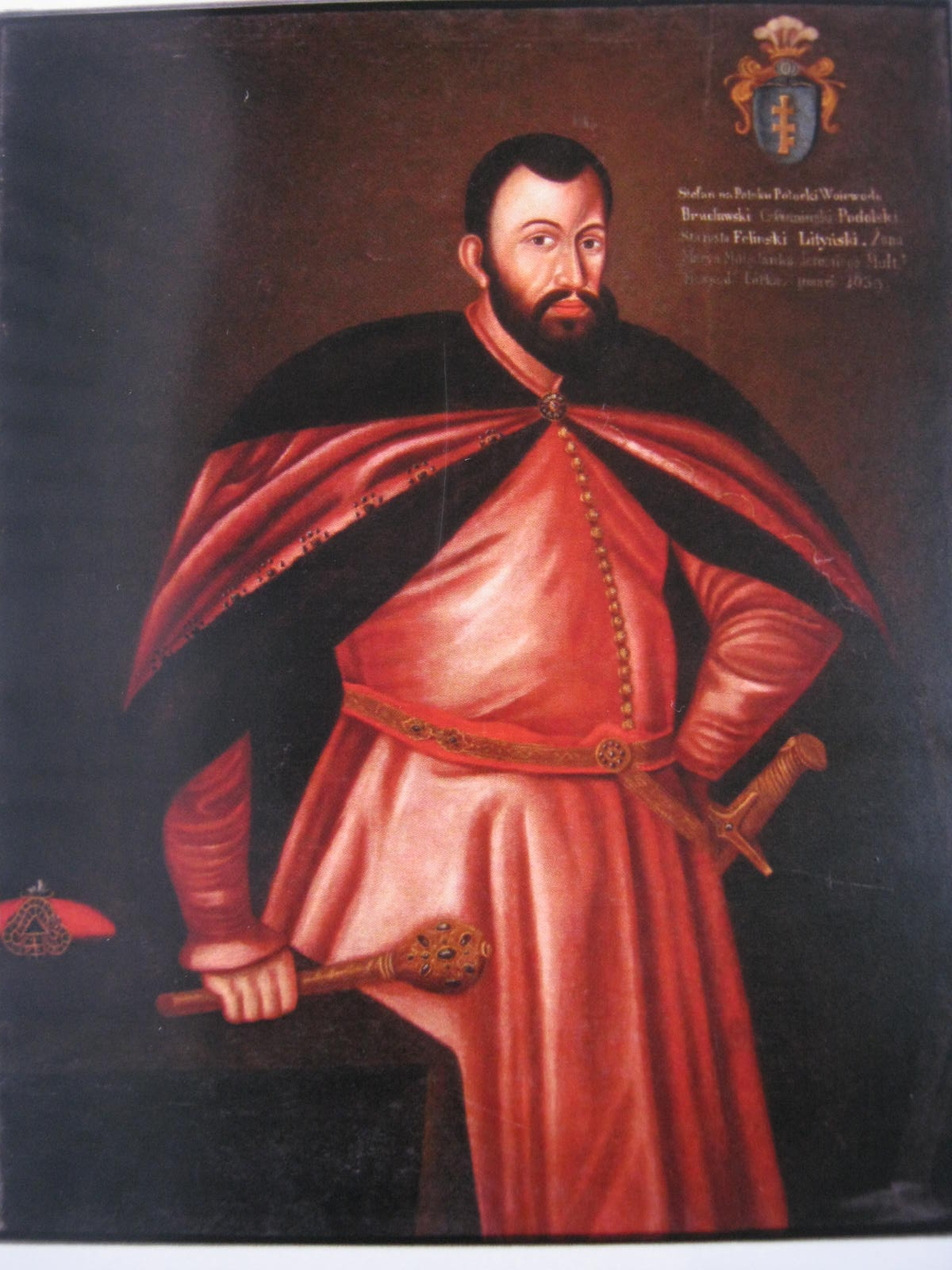
Stefan Potocki (1568-1631)

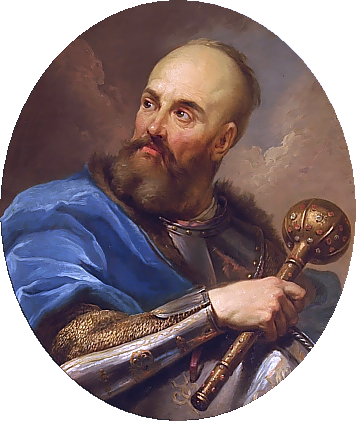
Stanisław Rewera Potocki (1589-1667)

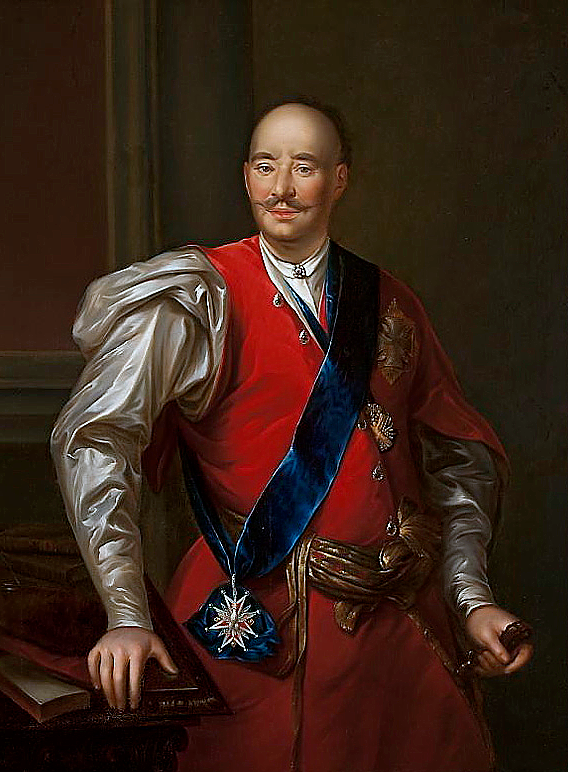
Franciszek Salezy Potocki (1700-1772)

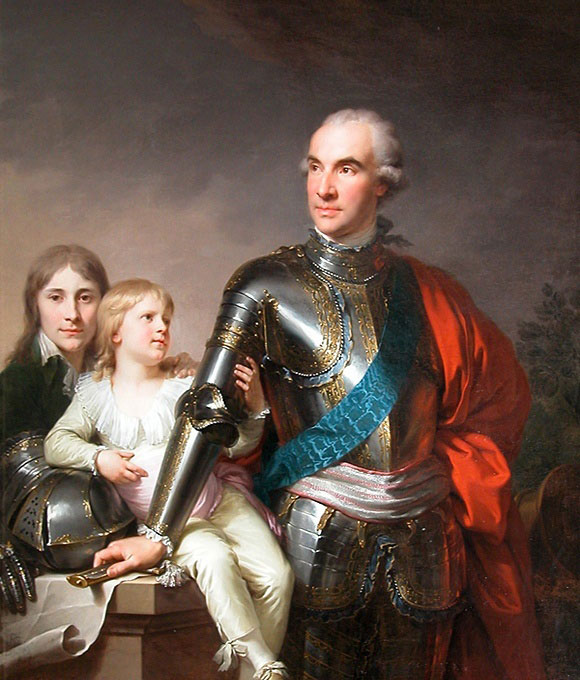
Stanisław Szczęsny Potocki (1753-1805)

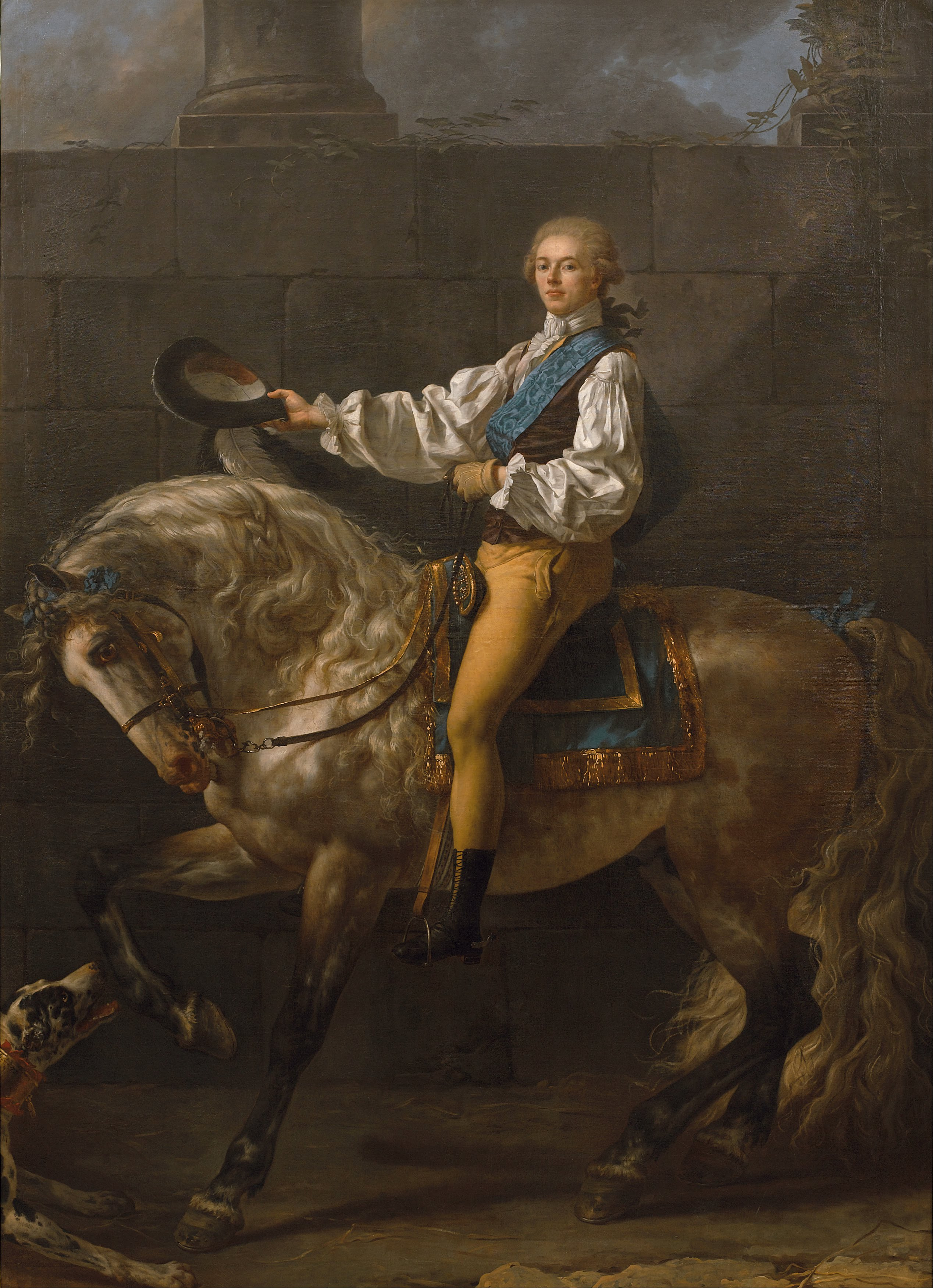
Stanisław Kostka Potocki (1755-1821)

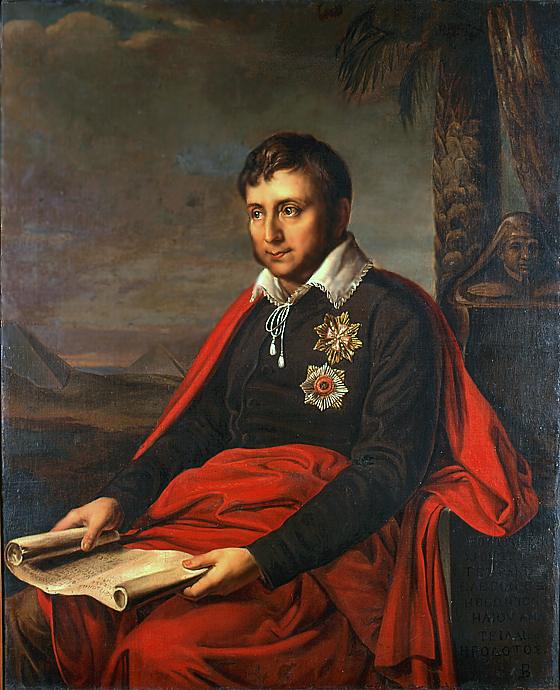
Jan Potocki (1761-1815)

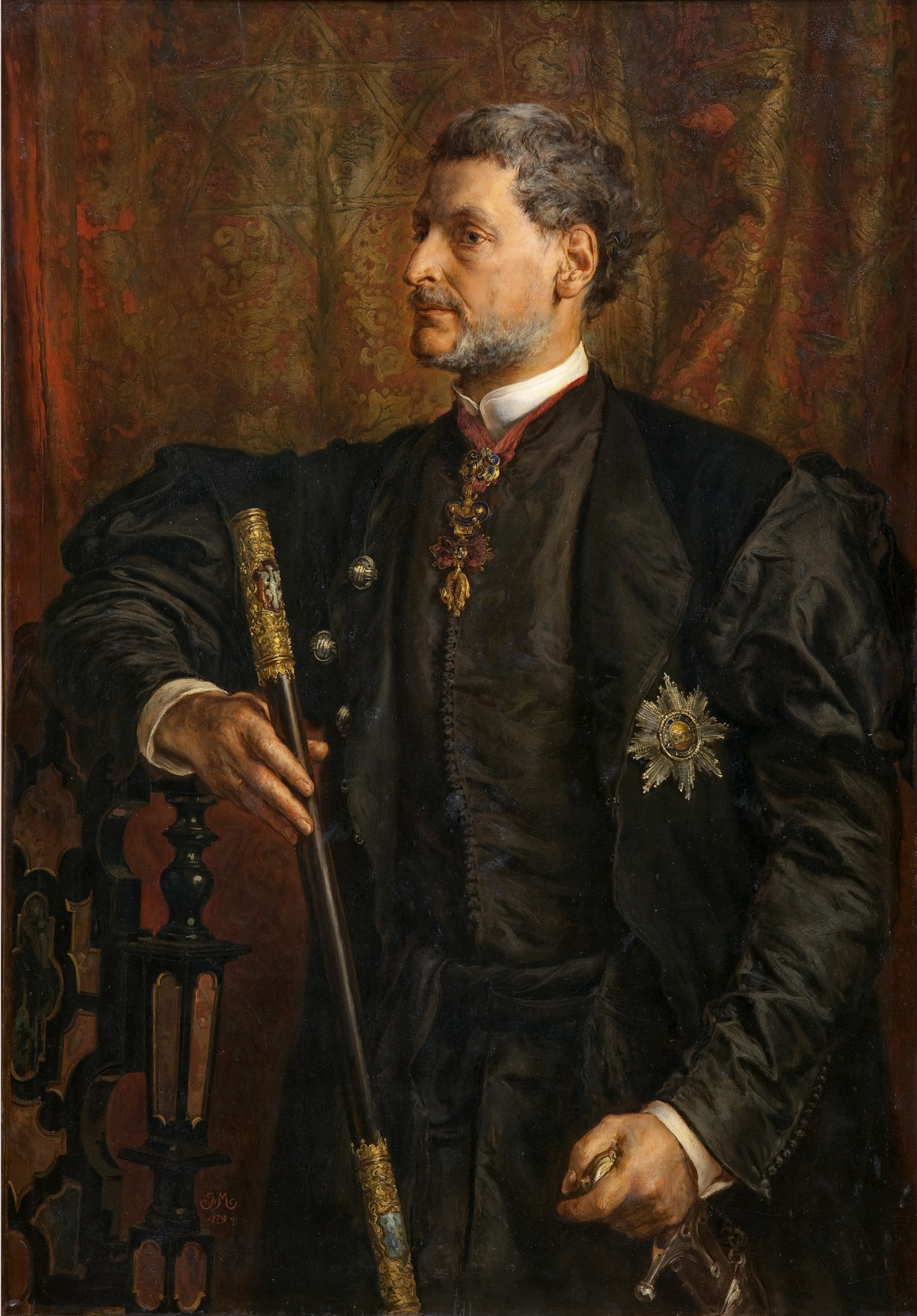
Alfred Józef Potocki (1822-1889)

La famille Potocki (armoiries Pilawa) fait partie des grandes familles aristocratiques polonaises. Elle est originaire de Potok, près de Jędrzejów. Sa première mention, sans que son emblème soit nommé, date de 1236.
La famille Potocki prend de l'importance au début du XVIIe siècle grâce au hetman Stanisław Rewera Potocki, et elle connait l'apogée de sa puissance au XVIIIe siècle. Elle est alors l'une des familles de magnats les plus riches, les plus influentes et les plus puissantes de Pologne.
La famille Potocki s'est alliée aux plus illustres familles polonaises, les Czartoryski, les Radziwill, les Branicki, les Lubomirski, puis à partir du XIXe siècle aux familles aristocratiques russes. 
Le destin des Potocki est lié à celui de la Pologne et à celui des riches familles aristocratiques propriétaires de terres situées dans l’actuelle Ukraine. Après la disparition de la Pologne en 1795, pour conserver leurs terres et leurs richesses, ils rallieront la Russie.

## Origine
Jakub Potocki (pl) (né vers 1481 - mort avant 1551) est considéré comme le fondateur de la famille Potocki. Marié vers 1515 avec Katarzyna Jemielnicka, il fut père de :
- Mikołaj Potocki (pl) (vers 1518 - 1572), marié avant 1551 avec Anna Czerminska, dont :
  - Jan Potocki (pl) (vers 1552 - 1611)
  - Andrzej Potocki (pl) (1552-1609), marié avant 1599 avec Zofia Piasecka
  - Jakub Potocki (pl) (vers 1554 - 1613), marié en 1603 avec Jadwiga Tarnowska
  - Stefan Potocki (pl) (1568-1631), marié en 1606 avec Marya Mohylanka
  - Andrzej Potocki (pl) (1532-1575).

## Quatrième génération
- Stanisław Rewera Potocki (1589-1667), hetman de la Couronne (1652-1654), grand hetman de la Couronne (1654-1667), fils de Andrzej Potocki (?-1609)

- Krzysztof Potocki (pl) (1600-1675), fils de Andrzej Potocki (?-1609)

- Jan Teodoryk Potocki (pl), fils de Andrzej Potocki (?-1609)

- Mikołaj Potocki (vers 1595-1651) hetman de la Couronne (1637-1646), grand hetman de la Couronne (1646-1651), voïvode de Bracław (1636), castellan de Cracovie (1646), fils de Jakub Potocki (vers 1554-1613)

- Stanisław Potocki (pl) (1607-1647), fils de Jakub Potocki (vers 1554-1613)

- Dominik Jakub Potocki (pl) (1608-1639), fils de Jakub Potocki (vers 1554-1613)

- Piotr Potocki (pl) (1629-1648), fils de Stefan Potocki (1568-1631)

- Paweł Potocki (pl) (?-1675), fils de Stefan Potocki (1568-1631)

- Jan Potocki (pl) (1616/1648-1675/1676), fils de Stefan Potocki (1568-1631)

## Cinquième génération
- Feliks Kazimierz Potocki (1630-1702), grand hetman de la Couronne et castellan de Cracovie (1702), fils de Stanisław Rewera Potocki (1589-1667)

- Andrzej Potocki (1630-1691), voïvode de Kiev (1668), de castellan de Cracovie (1682), hetman de la Couronne (1684), fils de Stanisław Rewera Potocki (1589-1667)

- Józef Stanisław Potocki (pl) (?-1722), fils de Paweł Potocki (?-1675)

- Teodor Andrzej Potocki (1664-1738), fils de Paweł Potocki (?-1675)

- Stefan Potocki (pl) (1665-1730), fils de Paweł Potocki (?-1675)

- Stefan Aleksander Potocki (pl) (1651/1652-1727), fils de Jan Potocki (1616/1648-1675/1676)

## Sixième génération
- Michał Potocki (pl) (vers 1660-1749), fils de Feliks Kazimierz Potocki (1630-1702)

- Józef Felicjan Potocki (pl) (?-1723), fils de Feliks Kazimierz Potocki (1630-1702)

- Stanisław Władysław Potocki (pl), fils de Feliks Kazimierz Potocki (1630-1702)

- Stanisław Potocki (pl) (1659-1683), fils de Andrzej Potocki (1630-1691)

- Jerzy Potocki (pl) (?-1747), fils de Feliks Kazimierz Potocki (1630-1702)

- Józef Potocki (1673-1751), grand hetman de la Couronne (1735), castellan de Cracovie (1748), fils de Andrzej Potocki (1630-1691)

- Jan Kanty Potocki (pl) (1693–1744), fils de Józef Stanisław Potocki (?-1722)

- Joachim Potocki (pl) (1700-1764), fils de Stefan Potocki (1665-1730)

- Ignacy Potocki (pl) (?-1765), fils de Stefan Potocki (1665-1730)

- Mikołaj Bazyli Potocki (pl) (1712-1782), fils de Stefan Aleksander Potocki (1651/1652-1727)

## Septième génération
- Stanisław Potocki (pl), fils de Józef Potocki (1673-1751)

- Franciszek Salezy Potocki (1700–1772), fils de Józef Felicjan Potocki (?-1723)

- Katarzyna Kossakowska (1716-1803), fille de Jerzy Potocki (?-1747)

- Eustachy Potocki (pl) (1720-1768), fils de Jerzy Potocki (?-1747)

- Marian Potocki (pl) (?-1777), fils de Jerzy Potocki (?-1747)

## Huitième génération
- Józef Potocki (pl) (1735-1802), fils de Stanisław Potocki (1698-1760)

- Wincenty Potocki (pl) (1740-1825), fils de Stanisław Potocki (1698-1760)

- Roman Ignacy Potocki (1750-1809), fils d'Eustachy Potocki (1720-1768), maréchal du Conseil permanent (1778–1782), grand maître du Grand Orient de Pologne (1781-1789), grand maréchal de Lituanie (1790–1793),

- Jerzy Michał Potocki (pl) (1753-1801), fils d'Eustachy Potocki (1720-1768)

- Jan Nepomucen Eryk Potocki (pl) (?-1815), fils d'Eustachy Potocki (1720-1768)

- Stanisław Kostka Potocki (1755-1821), fils d'Eustachy Potocki (1720-1768), figure des Lumières polonaises,
- Stanisław Szczęsny Potocki (1753-1805), fils de Franciszek Salezy Potocki, maréchal polonais, opposant de Tadeusz Kościuszko,

## Neuvième génération

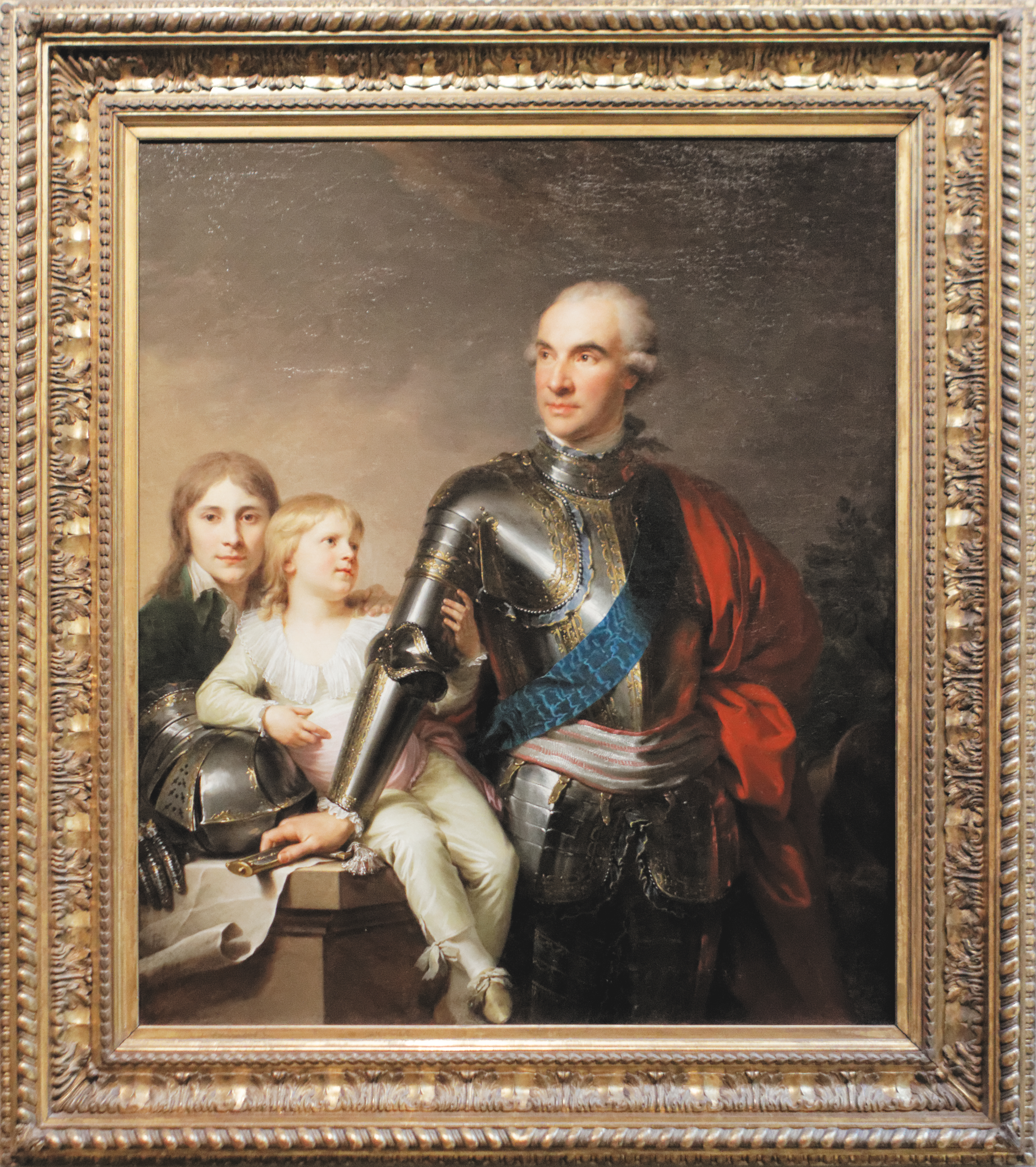
Stanislas Potocki et ses deux fils par Lampi, musée du Louvre.

- Jan Potocki (1761-1815), fils de Józef Potocki et auteur du Manuscrit trouvé à Saragosse

- Aleksander Stanisław Potocki (1778-1845), fils de Stanisław Kostka Potocki

- Rose Potocki (1780–1862), fille de Stanisław Szczęsny Potocki, mère de Xavier Branicki

- Stanisław Potocki (pl)(1782-1831), fils de Stanisław Szczęsny Potocki

- Franciszek Stanisław Potocki (pl) (1788-1853), fils de Wincenty Potocki

- Włodzimierz Potocki (pl) (1789-1812), fils de Stanisław Szczęsny Potocki

- Aleksander Potocki (ru) (1798-1868), fils de Stanisław Szczęsny Potocki

- Mieczysław Franciszek Potocki (1799-1878), fils de Stanisław Szczęsny Potocki

- Zofia Potocka (1801-1875), fille de Stanisław Szczęsny Potocki

- Olga Potocka (1803-1861), fille de Stanisław Szczęsny Potocki, épouse de Lev Alexandrovitch Narychkine,

- Bolesław Potocki (pl) (1805-1893), fils de Stanisław Szczęsny Potocki (1753-1805)
- Victoria Potocka (1779-1826), mariée avec le comte Antoine Louis Octave de Choiseul Gouffier, pair de France, puis avec le général russe Alexei Bakhmetev

## Dixième génération
- Félix-Nicolas Potocki, 1845-1921, fils de Mieczysław, son épouse Emmanuela Potocka était une célèbre salonnière parisienne.

- Alfred Wojciech Potocki (pl) (1786-1862), fils de Jan Potocki

- Artur Stanisław Potocki (pl) (1787-1832), fils de Jan Potocki

- Andrzej Bernard Potocki (1800-1874), fils de Jan Potocki

- August Potocki (pl) (1806-1867), fils d'Aleksander Stanisław Potocki

- Natalia Potocka (pl) (1807-1830), fille d'Aleksander Stanisław Potocki

- Maurycy Potocki (pl) (1812-1879), fils d'Aleksander Stanisław Potocki

- Aleksandra Potocka (pl) (1818-1892), fille de Stanisław Potocki (1782-1831)

## Onzième génération
- Alfred Józef Potocki (1817-1889), homme politique autrichien, fils d'Alfred Wojciech Potocki (1786-1862)

- Ewa Józefina Potocka (1818-1895), princesse de Liechtenstein par mariage, fille d'Alfred Wojciech Potocki (1786-1862)

- Adam Józef Potocki (pl) (1822-1872), fils d'Artur Stanisław Potocki (1787-1832)

- August Potocki (pl) (1847-1905), fils de Maurycy Potocki (1812-1879)

## Douzième génération
- Róża Potocka (en), fille de Adam Józef Potocki (1822-1872)

- Artur Władysław Potocki (1850-1890), fils de Adam Józef Potocki (1822-1872)

- Zofia Potocka (pl) (1851-1927), fille de Adam Józef Potocki (1822-1872)

- Roman Potocki (pl) (1851-1915), fils d'Alfred Józef Potocki (1817-1889)

- Andrzej Kazimierz Potocki (pl) (1861-1908), fils de Adam Józef Potocki (1822-1872)

- Józef Mikołaj Potocki (pl) (1862-1922), fils d'Alfred Józef Potocki (1817-1889)

- Maurycy Stanisław Potocki (pl) (1894-1949), fils d'August Potocki (1847-1905)

## Treizième génération
- Alfred Antoni Potocki (pl) (1886-1958), fils de Roman Potocki (1851-1915)

- Jerzy Potocki (pl) (1889-1961), fils de Roman Potocki (1851-1915)

- Józef Alfred Potocki (pl) (1895-1968), fils de Józef Mikołaj Potocki (1862-1922)

## Demeures
- Château de Tchortkiv,
- Château de Pomoriany,
- Château de Berejany ;

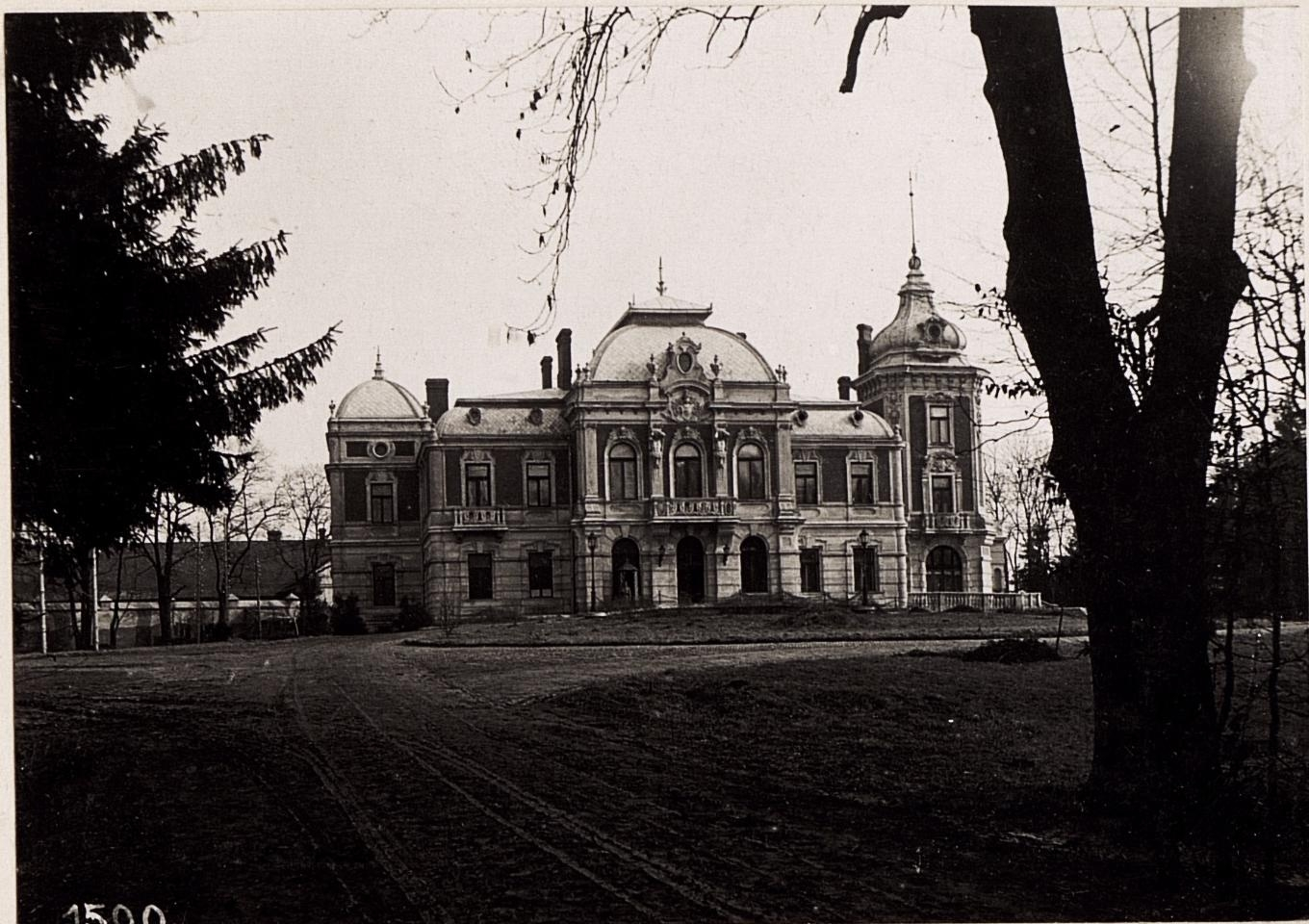
Palais de Tatarkiv en Ukraine.

- Palais Potocki de Toultchyn (Ukraine) ;
- Hôtel Potocki (Paris, France) ;
- Palais Potocki (Lviv, Ukraine)